# Osku
Osku (persisch اسکو) ist eine Stadt in der Provinz Ost-Aserbaidschan im Nordwesten des Iran. Im Jahr 2006 hatte Osku hochgerechnet 85.498 Einwohner.